# Nerf fibulaire commun
Le nerf fibulaire commun (ou nerf péronier commun, ou nerf sciatique poplité externe) est un nerf de la jambe. Il est l'une des deux branches terminales du nerf ischiatique.

## Anatomie
Le nerf fibulaire commun, donne 4 collatérales (nerf du muscle articulaire du genou, nerf saphène fibulaire, nerf cutané fibulaire, nerf supérieur du muscle tibial antérieur) et deux branches terminales. 
Il naît au sommet de la fosse poplitée entre le semi-membraneux médialement et le biceps fémoral latéralement. C'est une des deux branches terminales du nerf sciatique avec le nerf tibial.
Il longe le biceps fémoral et, sous la tête de la fibula, il va traverser le septum musculaire latéral pour se rendre dans la loge latérale de la jambe. C'est là, entre le septum musculaire latéral et le septum musculaire antérieur, qu'il va donner ses deux branches terminales : le nerf fibulaire superficiel, et le nerf fibulaire profond.

## Innervation et branches
Il se divise en deux branches principales :
- le nerf fibulaire profond anciennement nerf tibial antérieur. Innerve la loge antérieur de la jambe ;.
- le nerf fibulaire superficiel anciennement nerf musculo-cutané de la jambe. Innerve la loge latérale de la jambe.

On compte avant cette division, plusieurs rameaux dont le rameau communicant fibulaire (nerf saphène péronier), un rameau articulaire latéral du genou et un rameau cutané sural latéral (ancien nerf cutané péronier ou saphène accessoire).